# Óxido ácido
Un óxido ácido, u óxido no metálico es un compuesto químico binario que resulta de la combinación de un elemento no metálico con el oxígeno. Por ejemplo, el carbono (presente en la materia orgánica) se combina con el oxígeno del aire para formar dióxido de carbono, y si se aplica la combustión se obtiene monóxido de carbono. Otro ejemplo es la formación del dióxido de azufre por la combustión del azufre contenido en productos derivados del petróleo. 
Los óxidos ácidos forman ácidos al reaccionar con el agua, de ahí su nombre. Así, el dióxido de carbono con el agua forma ácido carbónico, mientras que el trióxido de azufre forma ácido sulfúrico. Los ácidos producidos a partir de los óxidos no metálicos con agua se denominan oxácidos, debido a que contienen oxígeno.
Los óxidos ácidos, son, por lo general, gaseosos y tienen puntos de fusión muy bajos, en comparación con los óxidos metálicos u óxidos básicos.

## Fórmulas moleculares
La suma de los estados de oxidación de los átomos de una especie química debe ser igual a cero, para lo cual en un compuesto binario se busca el múltiplo común menor entre las cargas y se agrega un subíndice por el cual multiplicar la carga para que sea igual al múltiplo común encontrado. 
Según la IUPAC, los elementos se escriben en la fórmula molecular en orden creciente de electronegatividad. En este caso, primero se escribe el no metal y luego el oxígeno.
Como la variación de la electronegatividad en la tabla periódica de los elementos no sigue un orden regular, la IUPAC considera, solo a efectos de nomenclatura de las sustancias, las siguientes reglas arbitrarias:
- Dentro de cada columna de la tabla periódica se considera que la electronegatividad aumenta de abajo arriba.
- Un elemento de cualquier columna de la tabla periódica se considera más electronegativo que uno de una columna situada más a la izquierda, y menos electronegativo que uno de una columna situada más a la derecha. Se considera la columna XVIII, la de los gases nobles, a la izquierda de la columna I, la de los alcalinos.

Con estas reglas, cuando el oxígeno se combine con cualquier elemento que esté a su izquierda o debajo en la tabla periódica, el oxígeno se escribirá siempre en la fórmula a la derecha y el otro elemento a la izquierda. Y lo mismo cuando el oxígeno se combine con el hidrógeno:
| B+32O-23      | C+4O-22            | N+52O-25               | S+6O-226           | Se+6O-23            | Te+6O-23            | Po+6O-23            | H+12O-2            |
| ------------- | ------------------ | ---------------------- | ------------------ | ------------------- | ------------------- | ------------------- | ------------------ |
| B2O3          | CO2                | N2O5                   | SO3                | SeO3                | TeO3                | PoO3                | H2O                |
| óxido de boro | dióxido de carbono | pentóxido de nitrógeno | trióxido de azufre | trióxido de selenio | trióxido de telurio | trióxido de polonio | óxido de hidrógeno |

Pero cuando el oxígeno se combine con el flúor, el oxígeno se escribirá siempre en la fórmula a la izquierda y el flúor a la derecha:
| O+2F-12               |
| --------------------- |
| OF2                   |
| difluoruro de oxígeno |

## Nomenclatura
Existen dos sistemas de nomenclatura, el de la IUPAC y el tradicional o antiguo. 
La IUPAC propone en el llamado "Libro Rojo" una serie de sistemas de nomenclaturas que reciben genéricamente el nombre de "nomenclaturas sistemáticas". Estos sistemas de nomenclatura son los usados por los científicos y también por su sencillez, en el mundo cotidiano. Las nomenclaturas sistemáticas pueden ser de composición, de sustitución y de adición. Dentro de las nomenclaturas sistemáticas de composición tenemos la de prefijos y la de números romanos.
La nomenclatura tradicional es más compleja y menos regular, pero como era la empleada antes habitualmente, aún se usa mucho en la industria y el comercio.
Nomenclatura tradicional: primero se escribe el nombre genérico, que para un compuesto entre el oxígeno y un no metal es "anhídrido". El resto del nombre dependerá de la cantidad de estados de oxidación que presente dicho elemento.
- Si presenta un único estado de oxidación, continúa con "de" y el nombre del no metal. Así para el boro tenemos {\displaystyle {\ce {B2O3}}}, anhídrido de boro.

- Si el no metal presenta dos estados de oxidación, el nombre del no metal termina en «oso» (cuando el no metal usa el estado de oxidación menor) y en «ico» (si es el mayor). Como el carbono presenta dos estados de oxidación, +2 y +4, en el primer caso tendremos {\displaystyle {\ce {CO}}}, anhídrido carbonoso, y en el segundo {\displaystyle {\ce {CO2}}}, anhídrido carbónico.

- Si presenta tres estados de oxidación, el nombre del no metal puede verse modificado de la siguiente manera: hipo... ...oso para el menor, ...oso para el intermedio e ...ico para el mayor.

Como el Azufre presenta tres estados de oxidación, +2, +4 y +6, en el primer caso tendremos {\displaystyle {\ce {SO}}}, anhídrido hiposulfuroso (nótese que el nombre es irregular, ya que no deriva del nombre del no metal en español, azufre, sino del nombre en latín, sulphur), {\displaystyle {\ce {SO2}}}, anhídrido sulfuroso, y {\displaystyle {\ce {SO3}}}, anhídrido sulfúrico. 
- Si presenta cuatro estados de oxidación, el nombre del no metal puede modificarse de la siguiente manera: hipo... ...oso para el más pequeño que el menor, ...oso para el menor,  ...ico para el mayor y per... ...ico para el superior al mayor. El cloro presenta cuatro estados de oxidación, +1, +3, +5 y +7, y por tanto las fórmulas moleculares y nombres correspondientes son:

- {\displaystyle {\ce {Cl2O}}}, anhídrido hipocloroso.
- {\displaystyle {\ce {Cl2O3}}}, anhídrido cloroso.
- {\displaystyle {\ce {Cl2O5}}}, anhídrido clórico.
- {\displaystyle {\ce {Cl2O7}}}, anhídrido perclórico.

Nomenclatura sistemática de composición con prefijos: se nombra el elemento situado a la derecha en la fórmula con la terminación ...uro (el oxígeno es una excepción y se dice óxido) y se continúa con "de" y el nombre del elemento situado a la izquierda en la fórmula. Además se indica el número de átomos de cada clase en la fórmula anteponiendo al nombre de cada elemento un prefijo cardinal griego. Los prefijos son  -mono (para un átomo, pero si el nombre no se puede confundir con otro, no se pone), -di (para dos), -tri (para tres), y a partir de aquí son regulares, -tetra (para cuatro), -penta (para cinco), -hexa (para seis), -hepta (para siete), -octa (para ocho), -nona (para nueve), -deca (para diez), etc.
El selenio presenta los mismos estados de oxidación que el azufre:
- {\displaystyle {\ce {SeO}}}, óxido de selenio o monóxido de selenio.
- {\displaystyle {\ce {SeO2}}}, dióxido de selenio.
- {\displaystyle {\ce {SeO3}}}, trióxido de selenio.

Si en un texto solo estamos hablando del {\displaystyle {\ce {SeO}}}, el prefijo mono puede omitirse. Si estamos hablando de varios de los óxidos del selenio,  mejor dejarlo. Para el oxígeno sería monóxido en todos los casos, por lo que no hay duda ni ambigüedad y se quita.
Para el bromo, que usa los mismos estados de oxidación que el cloro, sería
- {\displaystyle {\ce {Br2O}}}, monóxido de dibromo.
- {\displaystyle {\ce {Br2O3}}}, trióxido de dibromo.
- {\displaystyle {\ce {Br2O5}}}, pentóxido de dibromo.
- {\displaystyle {\ce {Br2O7}}}, heptóxido de dibromo.

Nomenclatura sistemática de composición con números romanos, antiguamente llamada nomenclatura de Stock: al igual que en la nomenclatura sistemática de composición con prefijos, se nombra el elemento situado a la derecha en la fórmula con la terminación ...uro (el oxígeno es una excepción y se dice óxido) y se continúa con "de" y el nombre del elemento situado a la izquierda en la fórmula. Pero ahora se indica el estado de oxidación que usa cada átomo a continuación del nombre del mismo, sin separación, en números romanos y entre paréntesis. Si el átomo usa un solo estado de oxidación, este no se escribe. No se usa esta nomenclatura si hay que escribir estados de oxidación negativos.
Para los estados de oxidación +1, +3 y +5 del nitrógeno tendremos:
- {\displaystyle {\ce {N2O}}}, óxido de nitrógeno(I)
- {\displaystyle {\ce {N2O3}}}, óxido de nitrógeno(III)
- {\displaystyle {\ce {N2O5}}}, óxido de nitrógeno(V)

Para los estados de oxidación +2, +4 y +6 del telurio tendremos:
- {\displaystyle {\ce {TeO}}}, óxido de telurio(II)
- {\displaystyle {\ce {TeO2}}}, óxido de telurio(IV)
- {\displaystyle {\ce {TeO3}}}, óxido de telurio(VI)